# بید مجنون (مجسمه)

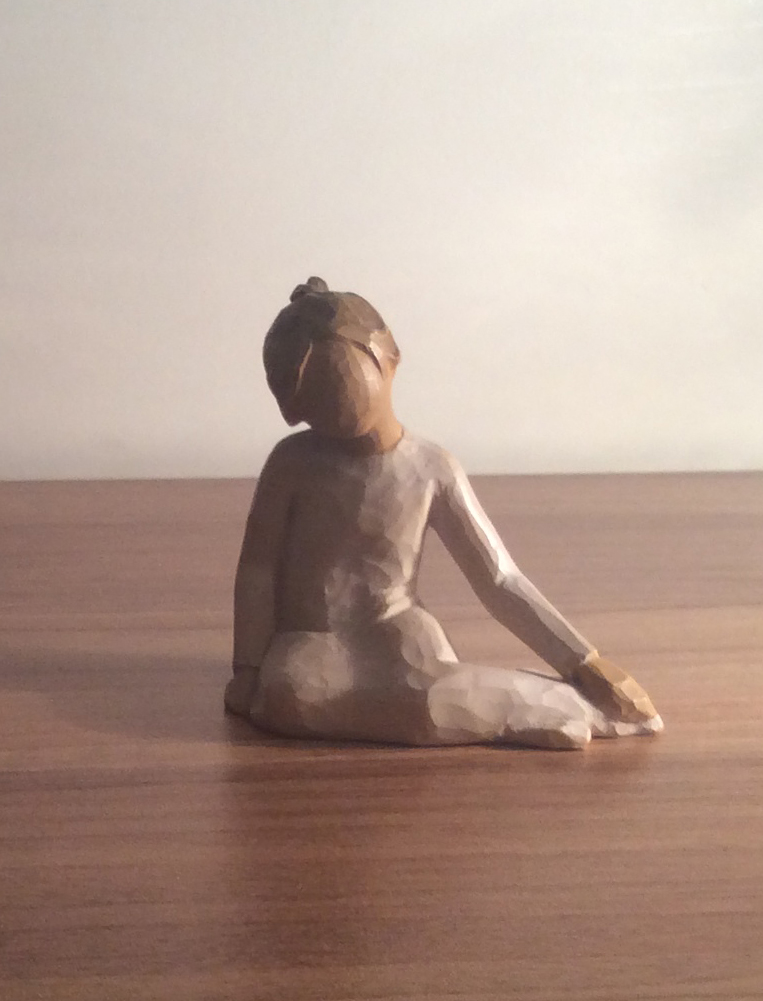
یک بید مجنون (مجسمه)

بید مجنون ( مجسمه ) (به انگلیسی: Willow Tree (figurines)) یک نوع هنر مجسمه سازیست و خالق آن سوزان لُردی است که در سال ۲۰۰۰ آن ها را درست کرده است. این مجسمه ها بیچهره هستند و برای نشان دادن احساسات و رویداد های زندگی ساخته شده است. خانم لردی با شرکت دمدآکو (به انگلیسی: Demdaco) برای  توزیع این مجسمه ها همکاری می کند. اکنون این مجسمه ها در مغازه های هدیه و شهر کتاب ( در ایران ) یافت می شوند.